# Дравида Гилярова
Дравида Гилярова (лат. Drawida ghilarovi) — вид кольчатых червей класса поясковых.

## Описание
Известны разные цветовые вариации: чёрная (обитатели лугов и болот), а также несколько вариантов окраски представителей вида, обитающих в болотно-луговых биотопах: коричневатая и разные сочетания серого, голубого и зелёного цветов. Предположительно, могут относиться к разным видам. n = 20.

## Распространение
Эндемики России. Единственный приедставитель семейства в России. Встречаются на юге Приморского края. Описаны по особям, пойманным в Уссурийском заповеднике, неподалёку от города Уссурийска, в Чёрных горах, в заповеднике «Кедровая Падь» (Хасанский район). Обитают в дубовых и кедрово-широколиственных лесах, чаще всего встречаются на высоте до 600 м. Отмечались на высоте в 800 метров.

## Биология
Являются гермафродитами. Лесную морфу учёные относят к экологической группе норников, а лугово-болотную к почвенно-подстилочным. В рацион входят лесной опад и гумус. Размножаются взаимным осеменением, откладывают яйцевые коконы.
Лесные черви погибают без зимней диапаузы.

### Паразиты
Представители надсемейства Drilonematoidea паразитируют в репродуктивных органах, а также полости тела. У лесных червей находили вид Drasico nemoralis, у лугово-болотных — Drasico paludigenus.

## Охранный статус
Популяция сокращается из-за вырубки лесов. Находятся под охраной в национальном парке «Земля леопарда», Большехехцирском, Уссурийском и Сихотэ-Алинском заповедниках. Дравида Гилярова занесена в Красную книгу России, где отнесена к уязвимым видам.